# 滑棒姬蝽
滑棒姬蝽（学名：Arbela polita）为姬蝽科棒姬蝽屬下的一个种。